# Stadio Jules Deschaseaux
Lo stadio Jules Deschaseaux (in francese Stade Jules-Deschaseaux) è un impianto sportivo francese che si trova a Le Havre e che ha una capienza di 16 382 spettatori.
Lo stadio fu inaugurato nel 1932 e ristrutturato nel 1999. Nella sua storia ha ospitato una gara del campionato del mondo 1938, oltre che gli incontri interni del Le Havre; questo almeno fino al 2012, quando è stato sostituito dallo Stade Océane.